# KF Gramozi
KF Gramozi – albański klub piłkarski z siedzibą w Ersece.

## Historia
Klubi Sportiv Gramozi Ersekë został założony w 1925 jako KS Gramozi. W 1949 i 1951 dochodziło do zmian nazw klubu na: KS Ersekë i Puna Ersekë. W 1958 klub przyjął obecną nazwę. Przez wiele lat klub występował w niższych klasach rozgrywkowych.
W 2009 Gramozi wygrało 5-2 baraż z Bylis Ballsh i po raz pierwszy w historii awansowało do albańskiej ekstraklasy. Pobyt w Kategoria Superiore trwał tylko rok i po zajęciu 12. miejsca Gramozi spadło z niej. Obecnie Gramozi występuje w Kategoria e Dytë (III liga).

## Sukcesy
- 1 sezon w Kategoria Superiore: 2009-2010.

## Nazwy klubu
- KS Gramozi (1925–49)
- KS Ersekë (1949–51)
- Puna Ersekë (1951–58)
- KS Gramozi Ersekë (1958–).

## Sezony wKategoria Superiore
| Sezon   | Uzyskane Miejsce |
| ------- | ---------------- |
| 2009-10 | 12 (spadek)      |